# 21428 Джунгокім
21428 Джунгокім (21428 Junehokim) — астероїд головного поясу, відкритий 31 березня 1998 року.
Тіссеранів параметр щодо Юпітера — 3,624.